# ペペ・デラックス
ペペ・デラックス（Pepe Deluxé）は、フィンランドのエレクトロニカ・バンド。

## 来歴
1996年、DJ スロウ、JA-Jazz、ジェイムス・スペクトラムによってヘルシンキで結成。1997年、アメリカのレーベル「Bomb Hip-Hop Records」のコンピレーション・アルバム『Return of the DJ, Vol. II』に楽曲「Call Me Goldfinger」で参加。1998年、1作目のEP『Three Times a Player』を架空のレーベルTiger Recordsより発表。その後、イギリスのレーベルCatskills Recordsと契約。
1999年、1枚目のアルバム『スーパー・サウンド』を発売。このアルバムはサンプリングを多用していたため著作権上の問題が発生し、問題のある箇所を楽器を用いてレコーディングし直す、また著作権に抵触しないサンプリングを用いて再制作された。再制作された盤は日本、フランス、イタリア、スペイン、オランダ、アメリカ、オーストラリア、ドイツで発売。各雑誌で「アルバム・オブ・ザ・マンス」に選ばれる。また、同アルバムをアメリカの広告代理店ファロンが注目し、ジーンズ・ブランド「リー」のキャンペーンソングの制作を依頼。
その後、同じくジーンズ・ブランドのリーバイスにも注目され、2001年のリーバイスの世界向けキャンペーンソングに「Before You Leave」が採用され、同曲がカンヌライオンズ 国際クリエイティビティ・フェスティバルで「best use of music（最大限に活用された音楽）」の金賞を獲得する。その後、「Before You Leave」は全英シングルチャート20位まで上昇した。同年、ソロ活動に専念するためDJ スロウが脱退。
2003年、2枚目のアルバム『Beatitude』を発売。同アルバムからポール・マルムストロムが参加。収録曲「Salami Fever」をプロディジーは後に楽曲「Take Me to the Hospital」でサンプリングに使用している。2007年、3枚目のアルバム『Spare Time Machine』を発売。2008年に、ポール・マルムストロムが正式メンバーとなり、以降、JA-Jazzが不参加となる。
2012年、4枚目のアルバム『Queen of the Wave』を発売。収録曲「A Night And A Day」がプーマのCMに採用される。

## 作風
結成から2作目のアルバム『Beatitude』までは、ヒップホップ、ビッグ・ビート、ブレイクビーツ、ダウンテンポ色が強く、サンプリングを多用した作風であったが、3作目のアルバム『Spare Time Machine』以降はサイケデリック・ミュージック、バロック・ポップ、サーフロック（英: Surf music）などのヴィンテージ音楽色に傾いている。

## メンバー
- ジェイムス・スペクトラム (James Spectrum)
- ポール・マルムストロム (Paul Malmström)

### ライブ・メンバー
- Mirkka Paajanen (ボーカル)
- Miikka Paatelainen (ギター、テルミン)
- Markku Reinikainen (ドラムス)
- Ville Riippa (キーボード)
- James Spectrum (ミキシング、パーカッション)
- Edward Greendanger (VJ)

### 旧メンバー
- DJ スロウ (DJ Slow)
- JA-Jazz